# Лами, Брижит
Брижи́т Лами́ (фр. Brigitte Lamy; род. 28 декабря 1950, Эпиналь) — французская кёрлингистка.
В составе женской сборной Франции участница демонстрационного турнира по кёрлингу на Зимних Олимпийских играх 1992 (женская сборная Франции заняла седьмое место).
Играла в основном на позициях третьего и четвёртого. Была скипом команды.

## Достижения
- Чемпионат Франции по кёрлингу среди женщин: золото (1989)[2].

## Команды
| Сезон   | Четвёртый      | Третий          | Второй         | Первый           | Запасной                                 | Турниры                   |
| ------- | -------------- | --------------- | -------------- | ---------------- | ---------------------------------------- | ------------------------- |
| 1989—90 | Полетт Сюльпис | Брижит Лами     | Жослин Ланри   | Гилен Фратуселло |                                          | ЧЕ 1989 (7 место)         |
| 1989—90 | Брижит Лами    | Полетт Сюльпис  | Жослин Ланри   | Гилен Фратуселло | Анник Мерсье                             | ЧМ 1990 (9 место)         |
| 1990—91 | Анник Мерсье   | Катрин Лефевр   | Брижит Лами    | Клэр Ньятель     | Брижит Коллар                            | ЧМ 1991 (8 место)         |
| 1991—92 | Анник Мерсье   | Брижит Лами     | Клэр Ньятель   | Брижит Коллар    | Жеральдин Жиро                           | ЧЕ 1991 (7 место)         |
| 1991—92 | Анник Мерсье   | Брижит Лами     | Жеральдин Жиро | Клэр Ньятель     | Брижит Коллар                            | ЗОИ 1992 (демо) (7 место) |
| 1994—95 | Брижит Лами    | Жослин Ланри    | Гаэтан Биболле | Брижит Коллар    | Laurence Prunet тренер: Heidi Schlapbach | ЧЕ 1994 (7 место)         |
| 1994—95 | Брижит Лами    | Жослин Ко-Ланри | Гаэтан Биболле | Брижит Коллар    | Татьяна Дюкро                            | ЧМ 1995 (10 место)        |

(скипы выделены полужирным шрифтом)